# Utricularia sainthomia
Utricularia sainthomia — вид рослин із родини пухирникових (Lentibulariaceae).

## Етимологія
Вид названий на честь навчального закладу Saint Thomas College, Пала, Керала, Індія, де один з авторів веде дослідницьку роботу.

## Біоморфологічна характеристика
Це невелика прямовисна наземна рослина 3.5–7 см заввишки. Ризоїди 2–3 від основи квітконіжок, 6–20 × 0.1–0.4 мм. Столони ниткоподібні, 15–25 × 0.1–0.3 мм. Листки тільки на столонах, 1 або 2 на міжвузлях, зворотно-яйцюваті, 3-жилкові, 4.5–7 × 1.2–2.3 мм, закруглені на верхівці. Пастки сплюснуті, 1.5–2.5 × 1.2–1.6 мм. Суцвіття прямовисні; квітконіжки 3.5–7 см, у товщину 0.3–0.5 мм, коричнево-зелені. Частки чашечки нерівні; нижня частка яйцювата, менша, 2.8–3 × 2–2.3 мм (3–3.5 × 2.5–2.8 мм при плодах), коричнювато-пурпурні; верхні частки яйцюваті, 2.9–3.4 × 2.2–2.8 мм (3.5–3.8 × 3.2–3.7 мм при плодах), коричнювато-пурпурні. Віночок фіолетовий, двогубий; верхня губа 3–4 × 2.3–3.7 мм, ширше частки чашечки, зворотно-яйцювата, на верхівці закруглена, світло-пурпурна з темними смугами; нижня губа 3-4 мм в поперечнику. Коробочка куляста, 2–2.5 × 2–2.5 мм. Насіння косо яйцювато-циліндричне, 0.3–0.35 × 0.2–0.25 мм, золотисто-коричневе. Цвітіння і плодоношення: з червня по серпень

## Середовище проживання
Ендемік Індії (Керала).